# 1973년 인터콘티넨털컵
1973년 인터콘티넨털컵(1973 Intercontinental Cup)은 1973년 11월 28일에 열린 14번째 인터콘티넨털컵 대회이다. 1972-73년 유러피언컵 준우승 팀인 유벤투스와 1973년 코파 리베르타도레스 우승 팀인 인데펜디엔테가 맞붙었다. 유벤투스는 1972-73년 유러피언컵 우승 팀인 아약스가 불참함에 따라 대신 출전했다.
이탈리아 로마에 위치한 스타디오 올림피코에서 단판 승부 형식으로 진행되었다. 인데펜디엔테가 유벤투스를 1-0으로 누르고 우승을 차지했다.

## 경기
| 유벤투스 | 0–1 | 인데펜디엔테 |
| -------- | --- | ------------ |
|          |     | 보치니 80′   |

| 유벤투스 | 인데펜디엔테 |

| GK                    | 1  | 디노 초프           |  |     |
| DF                    | 2  | 루차노 스피노시     |  | 74′ |
| MF                    | 3  | 잔피에트로 마르케티 |  |     |
| DF                    | 4  | 클라우디오 젠틸레   |  |     |
| DF                    | 5  | 프란체스코 모리니   |  |     |
| DF                    | 6  | 산드로 살바도레     |  |     |
| MF                    | 7  | 프란코 카우시오     |  |     |
| MF                    | 8  | 안토넬로 쿠쿠레두   |  |     |
| FW                    | 9  | 피에트로 아나스타시 |  |     |
| FW                    | 10 | 조제 아우타피니     |  |     |
| FW                    | 11 | 로베르토 베테가     |  | 74′ |
| 교체 선수:            |    |                     |  |     |
| DF                    |    | 실비오 론고부코     |  | 74′ |
| MF                    |    | 페르난도 비올라     |  | 74′ |
| 감독:                 |    |                     |  |     |
| 체스트미르 비츠팔레크 |    |                     |  |     |

| GK                | 1  | 미겔 앙헬 산토로       |  |     |
| DF                | 2  | 미겔 앙헬 로페스       |  |     |
| DF                | 3  | 엘비오 리카르도 파보니 |  |     |
| DF                | 4  | 에두아르도 코미소      |  |     |
| MF                | 5  | 미겔 앙헬 라이문도     |  |     |
| DF                | 6  | 프란시스코 사          |  |     |
| FW                | 7  | 아구스틴 발부에나      |  |     |
| MF                | 8  | 루벤 갈반              |  |     |
| FW                | 9  | 에두아르도 마글리오니  |  |     |
| MF                | 10 | 리카르도 보치니        |  |     |
| FW                | 11 | 다니엘 베르토니        |  | 83′ |
| 교체 선수:        |    |                        |  |     |
|                   |    | 알레한드로 세메네비치  |  | 83′ |
| 감독:             |    |                        |  |     |
| 로베르토 페레이로 |    |                        |  |     |

|  |

## 같이 보기
- 1972-73년 유러피언컵
- 1973년 코파 리베르타도레스